# Корасан-де-Жезуш (Лісабон)
Корасан-де-Жезуш (порт. Coração de Jesus; МФА: [ku.ɾɐ.ˈsɐ̃w dɨ ʒɨ.ˈzuʃ]) — парафія в Португалії, у муніципалітеті Лісабон. Розташована в західній частині країни, на теренах історичної португальської провінції Ештремадура. Входить до складу округу Лісабон. За адміністративним поділом, чинним до 1976 року, терени парафії були складовою провінції Ештремадура. Належить до Лісабонського патріархату Католицької церкви. Патрон — Серце Ісуса. Площа — 0,5583 км². Населення — 3689 ос. (2011). Сильно урбанізований регіон. Густота населення — 6607,56 осіб/км²
. Код — 110614.

## Географія

Райони Лісабона
Зони Лісабона

## Населення
| Кількість мешканців | Кількість мешканців | Кількість мешканців | Кількість мешканців | Кількість мешканців | Кількість мешканців | Кількість мешканців | Кількість мешканців | Кількість мешканців | Кількість мешканців | Кількість мешканців | Кількість мешканців | Кількість мешканців | Кількість мешканців | Кількість мешканців |
| ------------------- | ------------------- | ------------------- | ------------------- | ------------------- | ------------------- | ------------------- | ------------------- | ------------------- | ------------------- | ------------------- | ------------------- | ------------------- | ------------------- | ------------------- |
| 1864                | 1878                | 1890                | 1900                | 1911                | 1920                | 1930                | 1940                | 1950                | 1960                | 1970                | 1981                | 1991                | 2001                | 2011                |
| 2 797               | 3 208               | 5 465               | 7 210               | 12 039              | 16 733              | 20 067              | 21 973              | 19 486              | 14 979              | 8 425               | 9 829               | 4 991               | 4 319               | 3 689               |